# David Nickson
David Wigley Nickson, baron Nickson, (né le 27 novembre 1929) est un homme d'affaires britannique, ancien pair crossbencher et ancien président de la Clydesdale Bank, Scottish & Newcastle et CBI Scotland.

## Carrière commerciale
Nickson travaille de 1954 à 1982 aux éditions William Collins Sons & Co. Ltd, nommé directeur en 1961, co-directeur général en 1967, vice-président en 1976 et directeur général du groupe en 1979. Il est administrateur de Scottish United Investors de 1970 à 1983, de General Accident Fire and Life Assurance Corporation de 1971 à 1998, de Clydesdale Bank de 1981 à 1989, de Scottish & Newcastle Breweries de 1981 à 1995, de Radio Clyde de 1982 à 1985, de L'Edinburgh Investment Trust entre 1983 et 1994, la Hambros Bank de 1989 à 1998 et la National Australia Bank de 1991 à 1996.

## Carrière publique
Nickson est un citoyen de la City de Londres, et de 1993 à 2002, il est chancelier de l'Université calédonienne de Glasgow. Il est nommé Commandeur de l'Ordre de l'Empire britannique (CBE) dans les honneurs d'anniversaire de 1981 et promu chevalier commandeur (KBE) dans les honneurs d'anniversaire de 1994. Il est créé pair à vie le 22 mars 1994 en tant que baron Nickson, de Renagour dans le district de Stirling. Nickson siège en tant que conservateur à la Chambre des Lords jusqu'en 1999, puis en tant que Crossbencher jusqu'à sa retraite de la Chambre le 27 mars 2015.

## Vie privée
Nickson fait ses études au Collège d'Eton et à l'Académie royale militaire de Sandhurst, d'où, en 1949, il est officier dans les Coldstream Guards. Il reste dans l'armée pendant cinq ans. En juillet 2013, Nickson épouse Eira Drysdale à l'église St Modoc de Doune. Lady Nickson était auparavant mariée à John Drysdale (décédé en 2008).